# Beate Deininger
Beate Deininger (* 24. Januar 1962 in Frankfurt am Main) ist eine ehemalige deutsche Hockeyspielerin und Olympiateilnehmerin.
Beate Deininger war bei Eintracht Frankfurt fast zwanzig Jahre lang die Spielgestalterin im Mittelfeld. 1991 gewann sie mit der Eintracht die Deutsche Meisterschaft auf dem Feld.
Sie debütierte 1982 in der deutschen Hockeynationalmannschaft, wo sie häufig als Außenverteidigerin eingesetzt wurde. Bei der Weltmeisterschaft 1983 belegte sie mit der deutschen Mannschaft den vierten Platz. Im Mai 1984 wurde in Lille die erste Feldhockey-Europameisterschaft der Damen ausgetragen, nach einer Halbfinalniederlage gegen die Niederländerinnen siegten die deutschen Spielerinnen im Spiel um Bronze gegen die Britinnen. Zwei Monate später besiegten die Niederländerinnen die deutsche Mannschaft bei den Olympischen Spielen in Los Angeles mit 6:2, die deutsche Mannschaft gewann Silber hinter den Niederländerinnen und vor den US-Amerikanerinnen. 1985 und 1987 stand sie in der siegreichen Mannschaft bei der Europameisterschaft im Hallenhockey. Insgesamt wirkte Beate Deininger von 1982 bis 1988 in 56 Länderspielen mit, davon 10 in der Halle.